# 多諾文·索拉諾
多諾文·索拉諾·普雷西亞多（西班牙語：Donovan Solano Preciado，1987年12月17日—），綽號「Donnie Barrels」，為美國職棒大聯盟的二壘手，目前效力於西雅圖水手。他先前曾效力過馬林魚、洋基、巨人、紅人、雙城與教士等隊。

## 職業生涯

### 聖路易紅雀
2005年，索拉諾以國際自由球員身分和紅雀隊簽約。接下來七個球季他都擔任替補內野手，卻遲遲等不到登上大聯盟的機會。2008年，他在高階1A曾入選明星賽。

### 邁阿密馬林魚
2012年，索拉諾受邀參加大聯盟春訓。他在5月21日登上大聯盟，成為大聯盟史上第12位來自哥倫比亞的球員。5月23日，他敲出大聯盟首安。
2012年7月，球隊交易來亨利·拉米瑞茲，因此索拉諾必須和其他球員爭取三壘位置。後來因為二壘手Emilio Bonifácio受傷，讓索拉諾能夠補上二壘手位置。這年他的打擊率為2成95，並敲出2轟與28分打點。
2013年5月初，索拉諾進入傷兵名單。這年他的打擊率為2成49，得點圈有人的打擊率則高達3成16。
2014年，他出賽111場比賽，打擊率為2成52。隔年他的出賽數銳減至55場，打擊率也只有1成89。

### 紐約洋基
2016年1月9日，索拉諾和洋基隊簽下小聯盟合約。當時他先從3A出發，並在那裡繳出3成19的打擊率。後來因為史達林·卡斯楚受傷，索拉諾因而登上大聯盟。他在洋基隊的打擊率為2成27，球季結束後，他又被下放到3A。
2017年，索拉諾完全在3A度過。他的打擊率為2成82，並敲出4轟與48分打點。球季結束後，他成為自由球員。

### 洛杉磯道奇
2018年1月19日，索拉諾和道奇隊簽下小聯盟合約。他在3A出賽81場比賽，打擊率為3成18。

### 舊金山巨人
2018年12月18日，他和巨人隊簽下小聯盟合約。2019年，他在3A繳出3成22的打擊率，並敲出2轟與16分打點。後來他在同年升上大聯盟，打擊率為3成30，並敲出4轟與23分打點。他在球隊主要擔任二壘手，偶爾擔任代打、游擊手和三壘手。12月，他和巨人隊簽下1年137萬5000美元的合約。
2020年9月1日，索拉諾單場打回6分打點寫下個人生涯新高。整季他的打擊率為3成26，並敲出3轟與29分打點，15支二壘安打也是生涯新高。最終他拿下國聯銀棒獎。

## 國際賽
2017年，索拉諾與他的哥哥喬納坦一同代表哥倫比亞參加世界棒球經典賽。索拉諾在經典賽敲出3支安打，最終哥倫比亞在第一輪遭到淘汰。

## 個人生活
索拉諾本身是名基督徒。他的哥哥是名捕手，並於2012年登上大聯盟，目前為自由球員。

## 外部連結
- 球員資訊和成績在MLB，ESPN，Baseball-Reference，Fangraphs（英文）
- 多諾文·索拉諾的X（前Twitter）
- 多諾文·索拉諾的Instagram帳戶